# Kirchenkreis Köln-Mitte
Der Evangelische Kirchenkreis Köln-Mitte ist einer der 37 Kirchenkreise der Evangelischen Kirche im Rheinland. Er erstreckt sich über die zentralen Stadtteile von Köln (Stadtbezirk Köln-Innenstadt ganz, dazu Teile der Stadtbezirke Nippes, Lindenthal und Porz). Derzeit (Stand Juni 2023) umfasst er sechs Kirchengemeinden.
Gemeinsam mit den drei anderen Kölner Kirchenkreisen bildet er den Evangelischen Kirchenverband Köln und Region.

## Geschichte
In Köln gab es schon seit der zweiten Hälfte des 16. Jahrhunderts mehrere lutherische und reformierte Gemeinden, die jedoch nur heimlich Gottesdienste feiern konnten. Erst in der französischen Zeit erhielten die Protestanten 1797 das Bürgerrecht. 1802 wurden eine lutherische und eine reformierte Gemeinde gegründet, die sich 1826 zur Evangelischen Gemeinde Köln vereinten. Gemeinsam konnten sie die 1794 säkularisierte Antoniterkirche nutzen. Mit dem Wachstum der Stadt wurden weitere Kirchen gebaut und Gemeinden von der Muttergemeinde abgetrennt.
Nachdem das Gebiet 1815 in die preußische Provinz Jülich-Kleve-Berg (ab 1822 mit der Provinz Großherzogtum Niederrhein zur Rheinprovinz vereinigt) gekommen war, wurden die reformierten und lutherischen Gemeinden des Umlandes von Köln 1817 zum Kirchenkreis Mülheim am Rhein (nach damaligem Sprachgebrauch zur Synode Mülheim am Rhein) zusammengefasst. Dieser Kirchenkreis wurde 1892 in die Kirchenkreise Köln und Bonn geteilt. Der Kirchenkreis Köln wurde 1964 in die Kirchenkreise Köln-Mitte, Köln-Nord, Köln-Rechtsrheinisch und Köln-Süd aufgeteilt.

## Leitung und Verwaltung
Die Leitung des Kirchenkreises liegt rheinischem Kirchenrecht gemäß bei der Kreissynode, die in der Regel zweimal im Jahr tagt, beim Kreissynodalvorstand und beim Superintendenten. Seit September 2019 amtiert Pfarrerin Susanne Beuth als Superintendentin.
Mit dem Kirchenkreis Köln-Süd wird ein gemeinsamer Verwaltungsverband unterhalten. Verwaltung und Superintendentur haben daher ihren Sitz in Brühl.

## Mitgliederstatistik
Am 1. Januar 2021 gehörten 44.200 Gemeindeglieder (= 16,3 % der Bevölkerung) zum Kirchenkreis Köln-Mitte. Am 27. Mai 1987 waren es 49.300 Gemeindeglieder (= 19,5 %) gewesen.

## Kirchengemeinden und Kirchengebäude
Unter den Bauwerken befinden sich umgewidmete Gebäude, die weiterhin im kirchlichen Rahmen oder privatwirtschaftlich genutzt werden.

### Gebäude in kirchlicher Nutzung
| Ort                                                       | Kirchengemeinde                               | Kirche                               | Kreis | Bauzeit Fertigst.                                               | Besonderheiten                                                                                   | Abbildung |
| --------------------------------------------------------- | --------------------------------------------- | ------------------------------------ | ----- | --------------------------------------------------------------- | ------------------------------------------------------------------------------------------------ | --------- |
| Köln-Deutz, Tempelstraße 31                               | Evangelische Kirchengemeinde Köln-Deutz/Poll  | St.-Johannes-Kirche                  | Köln  | 1859–1861                                                       |                                                                                                  |           |
| Köln-Innenstadt, Schildergasse 57                         | Evangelische Gemeinde Köln                    | Antoniterkirche                      | Köln  | 1350; Renovierungen 1802–1805 und weitere spätere Renovierungen |                                                                                                  |           |
| Köln-Innenstadt, Kartäusergasse 7                         | Evangelische Gemeinde Köln                    | Kartäuserkirche                      | Köln  | 14. Jahrhundert, als ev. Kirche seit 1928                       |                                                                                                  |           |
| Köln-Innenstadt, Allerheiligenstraße 15                   | Evangelische Gemeinde Köln                    | Kreuzkirche, jetzt Pathpoint Cologne | Köln  | 1912–1913 (Wiederaufbau: 1950–1951)                             | Am 31. Dezember 2006 geschlossen, seit 7. Juli 2010 Backpacker-Jugendherberge des DJH            |           |
| Köln-Innenstadt (Neustadt), Dorothee-Sölle-Platz 1        | Evangelische Gemeinde Köln                    | Christuskirche                       | Köln  | 1891–1894                                                       |                                                                                                  |           |
| Köln-Innenstadt (Neustadt), Martin-Luther-Platz 2–4       | Evangelische Gemeinde Köln                    | Lutherkirche                         | Köln  | 1904–1906                                                       |                                                                                                  |           |
| Köln-Innenstadt (Neustadt), Mozartstraße 15               | Evangelische Gemeinde Köln                    | Jeremia-Haus                         | Köln  | 1964                                                            | 26. November 2006 entwidmet                                                                      |           |
| Köln-Innenstadt (Neustadt), Neusser Wall / Lentstraße     | Evangelische Gemeinde Köln                    | Thomaskirche                         | Köln  | 1968                                                            |                                                                                                  |           |
| Köln-Klettenberg, Emmastraße 6                            | Evangelische Kirchengemeinde Köln-Klettenberg | Tersteegenhaus                       | Köln  | 1927–1928                                                       |                                                                                                  |           |
| Köln-Klettenberg, Nonnenwerthstraße 78                    | Evangelische Kirchengemeinde Köln-Klettenberg | Johanneskirche                       | Köln  | 1961–1963                                                       |                                                                                                  |           |
| Köln-Lindenthal, Gleueler Straße 106                      | Evangelische Kirchengemeinde Köln-Lindenthal  | Paul-Gerhardt-Kirche Text zur Kirche | Köln  | 1900–1901                                                       |                                                                                                  |           |
| Köln-Lindenthal, Dürener Straße 83 / Herbert-Lewin-Straße | Evangelische Kirchengemeinde Köln-Lindenthal  | Matthäuskirche                       | Köln  | 1975–1977                                                       |                                                                                                  |           |
| Köln-Lindenthal, An der Decksteiner Mühle 1               | Evangelische Kirchengemeinde Köln-Lindenthal  | Dietrich-Bonhoeffer-Kirche           | Köln  | 1979–1980                                                       |                                                                                                  |           |
| Köln-Niehl                                                | Evangelische Kirchengemeinde Köln-Niehl-Riehl | Petrikirche                          | Köln  | 1964                                                            | Am 23. Juli 2023 entwidmet, die Kirche soll durch Wohnbebauung mit Gemeinderäumen ersetzt werden |           |
| Köln-Nippes, Siebachstraße 85 / Merheimer Straße 112      | Evangelische Kirchengemeinde Köln-Nippes      | Lutherkirche                         | Köln  | 1886–1889                                                       |                                                                                                  |           |
| Köln-Poll, An den Rolshover Gärten 18                     | Evangelische Kirchengemeinde Köln-Deutz/Poll  | Kapelle der Stille Poll              | Köln  | 1936                                                            |                                                                                                  |           |
| Köln-Riehl, Stammheimer Straße 22                         | Evangelische Kirchengemeinde Köln-Riehl       | Kreuzkapelle                         | Köln  | 1910–1911                                                       | Im Februar 2016 entwidmet, wird als Synagoge genutzt.                                            |           |
| Köln-Riehl, Brehmstraße 6                                 | Evangelische Kirchengemeinde Köln-Niehl-Riehl | Stephanuskirche                      | Köln  | 1963–1965                                                       | Architekt: Fritz G. Winter                                                                       |           |

### Trinitatiskirche
Die evangelische Trinitatiskirche in der Kölner Innenstadt ist nicht dem Kirchenkreis Köln-Mitte angegliedert, sondern wird direkt vom Evangelischen Kirchenverband Köln und Region unterhalten.
| Ort                             | Kirchengemeinde                              | Kirche           | Kreis | Bauzeit Fertigst.                 | Besonderheiten | Abbildung |
| ------------------------------- | -------------------------------------------- | ---------------- | ----- | --------------------------------- | -------------- | --------- |
| Köln-Innenstadt, Filzengraben 6 | Evangelischer Kirchenverband Köln und Region | Trinitatiskirche | Köln  | 1857–1860; Wiederaufbau 1952–1965 |                |           |